# Michela Benzoni
Michela Benzoni es una deportista italiana que compitió en triatlón. Ganó una medalla de bronce en el Campeonato Mundial de Triatlón de Invierno de 2007 en la prueba individual.

## Palmarés internacional
| Campeonato Mundial | Campeonato Mundial  | Campeonato Mundial | Campeonato Mundial |
| Año                | Lugar               | Medalla            | Prueba             |
| ------------------ | ------------------- | ------------------ | ------------------ |
| 2007               | Saint-Oyen (Italia) | Medalla de bronce  | Individual         |